# China nos Jogos Olímpicos de Verão de 2004
China competiu nos Jogos Olímpicos de Verão de 2004, em Atenas, na Grécia.

## Desempenho

### Natação
Masculino
| Atleta(s) | Evento       | Eliminatórias | Eliminatórias | Semifinal | Semifinal | Final       | Final       |
| Atleta(s) | Evento       | Tempo         | Posição       | Tempo     | Posição   | Tempo       | Posição     |
| --------- | ------------ | ------------- | ------------- | --------- | --------- | ----------- | ----------- |
| Xin Tong  | 1500 m livre | 16min10s43    | 33º           |           |           | Não avançou | Não avançou |

### Remo
Masculino
| Equipe | Evento        | Eliminatórias | Eliminatórias | Repescagem | Repescagem | Semifinal | Semifinal | Final   | Final                |
| Equipe | Evento        | Tempo         | Posição       | Tempo      | Posição    | Tempo     | Posição   | Tempo   | Posição (Pos. final) |
| ------ | ------------- | ------------- | ------------- | ---------- | ---------- | --------- | --------- | ------- | -------------------- |
| Hui Su | Skiff simples | 7m23s19       | 4º R          | 6m57s77    | 2º S A/B/C | 7m10s33   | 6º FC     | 6m57s42 | 3º (9º)              |